# Francon
 Francon  là một xã thuộc tỉnh Haute-Garonne trong vùng Occitanie ở tây nam nước Pháp. Xã nằm ở khu vực có độ cao trung bình 450 mét trên mực nước biển. Xã có cự ly khoảng 55 km về phía tây nam của Toulouse.